# Moni Moshonov
Moni Moshonov (Ramla, 18 agosto 1951) è un attore israeliano.
È attivo dal 1980 ed ha recitato in vari film e miniserie televisive, tra cui Two Lovers.
È sposato con l'attrice Sandra Sade dalla quale ha avuto due figli, Michael (anch'esso attore) e Alma.

## Filmografia parziale
- Dirsi addio (1986)
- Matrimonio tardivo (2001)
- Verso oriente (2002)
- I padroni della notte (2007)
- Two Lovers (2008)
- Hunting Elephants (2013)
- Rapsodia bulgara (2014)